# Flache Mannigfaltigkeit
In der Mathematik sind flache Mannigfaltigkeiten Riemannsche Mannigfaltigkeiten mit Schnittkrümmung konstant null.

## Definition
Eine flache Mannigfaltigkeit ist eine vollständige Riemannsche Mannigfaltigkeit mit Schnittkrümmung konstant {\displaystyle 0}.
(Eine Riemannsche Metrik mit Schnittkrümmung konstant {\displaystyle 0} heißt flache Metrik. Eine flache Mannigfaltigkeit ist also eine Mannigfaltigkeit mit einer vollständigen flachen Metrik.)

## Andere Charakterisierungen
Es gibt zwei weitere Möglichkeiten, den Begriff der flachen Mannigfaltigkeit zu definieren. So wird festgelegt,
- eine {\displaystyle n}-dimensionale flache Mannigfaltigkeit ist eine Riemannsche Mannigfaltigkeit, deren universelle Überlagerung isometrisch zum euklidischen Raum {\displaystyle \mathbb {E} ^{n}} (das heißt dem {\displaystyle \mathbb {R} ^{n}} mit der euklidischen Metrik {\displaystyle \mathrm {d} x_{1}^{2}+\ldots +\mathrm {d} x_{n}^{2}}) ist.

- eine flache Mannigfaltigkeit ist eine Riemannsche Mannigfaltigkeit der Form {\displaystyle \Gamma \backslash \mathbb {E} ^{n}}, wobei {\displaystyle \Gamma \subset \operatorname {Isom} (\mathbb {E} ^{n})\cong O(n)\ltimes \mathbb {R} ^{n}} eine diskrete Untergruppe der Gruppe der Isometrien des euklidischen Raumes ist.

Diese beiden Definitionen sind zueinander und zur Definition im Abschnitt darüber äquivalent. Die Äquivalenz zwischen der ursprünglichen Definition und der ersten Definition in diesem Abschnitt folgt aus dem Satz von Cartan; die Äquivalenz der beiden Definitionen aus diesem Abschnitt ergibt sich aus der Überlagerungstheorie.
Insbesondere ist eine einfach zusammenhängende flache Mannigfaltigkeit isometrisch zum euklidischen Raum.

## Bieberbach-Gruppen
Wenn {\displaystyle M=\Gamma \backslash \mathbb {E} ^{n}} eine flache Mannigfaltigkeit ist, dann muss {\displaystyle \Gamma \subset \operatorname {Isom} (\mathbb {E} ^{n})} torsionsfrei sein.
Die Gruppe {\displaystyle \Gamma } ist dann isomorph zur Fundamentalgruppe von {\displaystyle M}.
Wenn {\displaystyle M} zusätzlich kompakt ist, dann ist {\displaystyle \Gamma } eine kristallographische Gruppe vom Rang {\displaystyle n}, eine sogenannte Raumgruppe. Weil {\displaystyle \Gamma } torsionsfrei sein muss, ist es dann eine Bieberbachgruppe.
Nach dem 1. Bieberbachschen Satz gibt es eine Untergruppe {\displaystyle A\subset \Gamma } von endlichem Index mit {\displaystyle A\cong \mathbb {Z} ^{n}}.
Der Quotient {\displaystyle H:=\Gamma /A} wird als Holonomiegruppe der flachen Mannigfaltigkeit bezeichnet.

## Beispiele
Aus dem Satz von Chern-Gauß-Bonnet folgt, dass die Euler-Charakteristik einer flachen Mannigfaltigkeit immer null sein muss.

### Zweidimensionale Beispiele
Jede zweidimensionale kompakte flache Mannigfaltigkeit ist homöomorph zum Torus oder der Kleinschen Flasche.

### Dreidimensionale Beispiele
Bis auf Homöomorphie gibt es zehn kompakte flache 3-Mannigfaltigkeiten, davon sechs orientierbare und vier nicht-orientierbare. Die sechs orientierbaren Beispiele haben die Holonomiegruppen {\displaystyle H=1} (der 3-Torus), {\displaystyle H=\mathbb {Z} /k\mathbb {Z} } für {\displaystyle k=2,3,4,6} und {\displaystyle H=\mathbb {Z} /2\mathbb {Z} \oplus \mathbb {Z} /2\mathbb {Z} } (die Hantzsche-Wendt-Mannigfaltigkeit).

### Verallgemeinerte Hantzsche-Wendt-Mannigfaltigkeiten
Eine {\displaystyle n}-dimensionale kompakte flache Mannigfaltigkeit heißt verallgemeinerte Hantzsche-Wendt-Mannigfaltigkeit, wenn die Holonomiegruppe {\displaystyle H} isomorph zu {\displaystyle (\mathbb {Z} /2\mathbb {Z} )^{n-1}} ist.